# Grumman F11F-1F Super Tiger
Il Grumman F11F-1F Super Tiger, designazione aziendale G-98J, era un aereo da caccia monomotore a getto con ala a freccia sviluppato dall'azienda aeronautica statunitense Grumman Aircraft Engineering Corporation nella seconda parte degli anni cinquanta e rimasto allo stadio di prototipo.
Evoluzione del precedente Grumman F11F Tiger (poi F-11) ne era una variante equipaggiata con un motore dalla maggiore spinta. Tuttavia, pur raggiungendo prestazioni ragguardevoli, non riuscì ad aggiudicarsi alcun contratto ed il suo sviluppo venne interrotto.

## Storia del progetto
Oltre al caccia imbarcato F-11A, o F11F-1 nel sistema di designazione U.S. Navy precedente al 1962, nel 1955 la Grumman avviò lo sviluppo di una sua variante avanzata basandosi sulla medesima cellula, indicata come F11F-1F Super Tiger, adattata per l'impiego del nuovo e più potente turbogetto General Electric J79. La marina statunitense si dichiarò sufficientemente interessata da autorizzare la modifica di due F11F-1 di produzione di serie, i quali si differenziavano visivamente per le prese d'aria maggiorate necessarie ad alimentare il YJ79-GE-3, e che per questo vennero identificate come F11F-1F, sigla che indicava un F11F-1 di serie con un particolare adattamento alla propulsione.

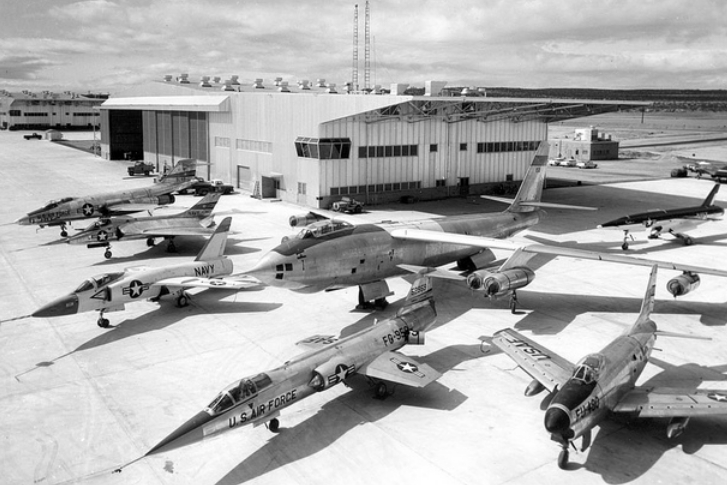
Un F11F-1F (il terzo da sopra) fotografato assieme ad altri aerei test alla Edwards AFB nel 1958.

Il prototipo della nuova variante venne portato in volo per la prima volta il 25 maggio 1956 raggiungendo, in uno dei successivi voli di prova, la velocità massima di Mach 1.44. Dopo l'adozione di una radice alare raccordata alla fusoliera con un angolo di 60°, di un allungamento della fusoliera di ulteriori 35 cm (13,5 in) e di un motore J79 aggiornato, nel 1957 l' F11F-1F riuscì a raggiungere la notevole velocità di Mach 2.04 diventando così il primo velivolo imbarcato al mondo a superare Mach 2 (un anno prima di F4H, F8U-3 e A3J). La prestazione sorprese anche lo staff tecnico della Grumman il quale, in base ai calcoli, aveva previsto riuscisse a raggiungere in quota solamente Mach 1.4. Al confronto l'F11F-1 di serie spinto dal turbogetto Wright J65 aveva difficoltà a superare Mach 1.1. Ciò nonostante, la U.S. Navy non emise alcun ordine di fornitura per il Super Tiger. Altro interessante dato nelle prestazioni fu che il modello, che era stato concepito per operare ad una quota di servizio nominale di 59 000 ft (17 983 m), durante uno dei voli di prova effettuato dalla Edwards Air Force Base riuscì a raggiungere, il 18 aprile 1958, il primato mondiale di quota massima raggiunta fissata a 76 938 ft (23 450,7 m).
Non essendo riuscita ad ottenere il contratto con la marina militare statunitense, la Grumman tentò la commercializzazione del Super Tiger sul mercato dell'aviazione militare straniera. Venne proposto alla Svizzera dove in una valutazione comparativa per la fornitura di un caccia per le Forze aeree svizzere riuscì a superare in prestazioni i concorrenti Saab Draken, Lockheed F-104 Starfighter, Dassault Mirage III e Fiat G.91. Tuttavia i vertici militari svizzeri optarono per il Mirage III, che si era aggiudicato il secondo posto in termini di prestazioni complessive, ritenendolo la scelta più economica e sicura.
Il modello venne inoltre proposto alla Germania Ovest, in una versione che, al fine di suscitare un maggiore interesse da parte del governo tedesco, prevedeva l'impiego del turbogetto di produzione britannica Rolls-Royce Avon da 46,71 kN (10 500 lbf) in sostituzione della motorizzazione originale.
Benché sia la tedesca Luftwaffe che la giapponese Kōkū Jieitai e la canadese Royal Canadian Air Force avessero dimostrato un notevole interesse per la proposta Grumman, alla fine tutte preferirono dotarsi del Lockheed F-104 Starfighter. Questo risultato è stato tuttavia associato allo scandalo Lockheed, caso di corruzione internazionale ammessa dall'azienda per aver pagato tangenti a politici e militari stranieri per assicurarsi l'adozione dello Starfighter.

## Versioni
F11F-1F Super Tiger(G-98J) prototipo, conversione di due cellule F11F-1 (BuNos 138646 e 138647) equipaggiate con il turbogetto J79-GE-3A.
F11F-2designazione pre-1962 prevista per i Super Tiger di produzione in serie.
F-11Bdesignazione post-1962 prevista per i Super Tiger di produzione in serie.
XF12Fdesignazione semiufficiale prevista per lo sviluppo del F11F-1F/-2.

## Utilizzatori
Stati Uniti
- United States Navy
- General Electric